# Georg Kaiser (Fußballspieler)
Georg Kaiser (* 21. September 1948) ist ein ehemaliger deutscher Fußballtorhüter.

## Karriere
Im Sommer 1976 wechselte er zum SV Arminia Hannover und stand das erste Mal für die erste Mannschaft am 23. Oktober zwischen den Pfosten. Das Spiel der 2. Bundesliga Nord beim FC St. Pauli ging dabei mit 4:1 verloren. Von da an hütete er bis zur Winterpause in mehreren Spielen das Tor. Von den Spielen konnten nur ein paar gewonnen werden. In dieser Saison stand er dann noch einmal zum Ende der Rückrunde ein paar Mal im Kasten. In der Saison 1977/78 stand er dann von 38 Spieltagen 33 mal im Tor und schloss mit seiner Mannschaft auf dem 15. Platz der Tabelle ab. In der nächsten Saison kam er nach dem 4. Spieltag nur noch vereinzelt und eher zum Ende der Saison hin zum Einsatz. Die nächste Saison sollte dabei wieder besser werden, allerdings stieg er mit seiner Mannschaft in dieser Saison am Ende auch ab. Sein allerletztes Spiel für die Arminia sollte ausgerechnet die historische 11:0-Niederlage bei Arminia Bielefeld sein.
Nach dieser Saison verließ er Hannover und wechselte zu Germania Walsrode.